# 2012년 유럽 남자 핸드볼 선수권 대회
2012년 유럽 남자 핸드볼 선수권 대회(2012 European Men's Handball Championship)는 세르비아에서 열린 핸드볼 경기 대회이다.

## 같이 보기
- 유럽 핸드볼 연맹